# ARRA II
De ARRA II was de opvolger van de ARRA I (de allereerste in Nederland gebouwde computer). De afkorting ARRA staat voor Automatische Relais Rekenmachine Amsterdam. 
De ARRA II werd in opdracht van het Mathematisch Centrum (het latere Centrum Wiskunde & Informatica) gebouwd door Carel Scholten, Bram Loopstra en Gerrit Blaauw. Het ontwerp was van Blaauw, die eerder in de Verenigde Staten betrokken was bij de bouw van computers.
In december 1953 was de ARRA II af. In feite was sprake van een compleet nieuwe machine, die nauwelijks leek op zijn voorganger. De ontwerpers hadden echter aan hun opdrachtgever aangegeven dat de ARRA I verbouwd werd, zodat deze geld bleef doneren aan het project.
In tegenstelling tot de eerste ARRA beschikte de tweede ARRA over elektronenbuizen en over een magneettrommel als geheugen.
De machine was veel betrouwbaarder en heeft met succes talrijke rekentaken verricht, zoals berekeningen aan vliegtuigvleugels ten behoeve van de F27 Friendship van vliegtuigfabrikant Fokker.
Voor Fokker is een verbeterde versie van de ARRA II gemaakt: de FERTA (Fokkers Eerste Rekenmachine Type ARRA).